# Theodor Abeling
Theodor Abeling, teljes nevén: Theodor C. Otto Abeling (Kyowsthal, 1862. június 22. – 1935 után) német germanológus, író.

## Élete
Apja kereskedő volt, középiskolai tanulmányai befejezése után germanisztikát tanult. Berlinben tevékenykedett íróként, germanisztikai kutatásai középpontjában a Nibelung-ének állt. Írói álneve Theodor Otto volt. 

## Válogatott munkái
- Das Nibelungenlied und seine Literatur. Eine Bibliographie und vier Abhandlungen., Lipcse, 1907
- Das Nibelungenlied und seine Literatur, Supplemente, Lipcse, 1909
- Zu den Nibelungen, Max Ortnerrel közösen, Lipcse, Basz kiadó, 1920

## Fordítás
- Ez a szócikk részben vagy egészben  a   Theodor Abeling című német Wikipédia-szócikk ezen változatának fordításán alapul.  Az eredeti cikk szerkesztőit annak laptörténete sorolja fel. Ez a jelzés csupán a megfogalmazás eredetét és a szerzői jogokat jelzi, nem szolgál a cikkben szereplő információk forrásmegjelöléseként.